# 古江駅
古江駅（ふるええき）は広島県広島市西区古江新町にある広島電鉄宮島線の駅である。駅番号はM21。

## 歴史
古江駅は、1922年（大正11年）に宮島線が開業した際に開設された。開業当時の路線は己斐町から草津町までの2.8キロメートルほどで、当駅は高須駅とともに線内に設けられた中間駅の1つだった。

### 年表
- 1922年（大正11年）8月22日：宮島線の己斐町 - 草津町間開通時に開業[3][4]。

## 駅構造

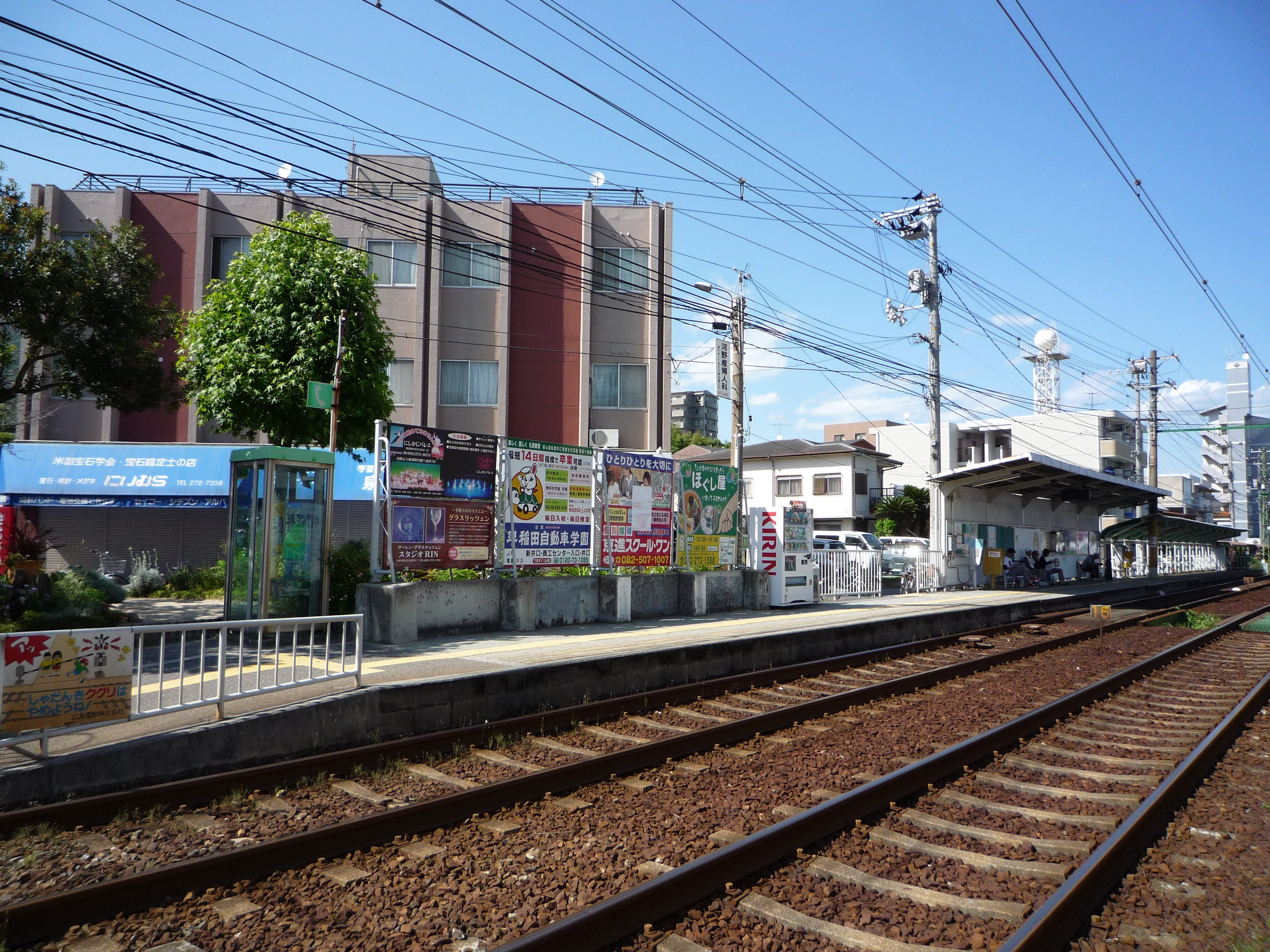
広電西広島方面ホーム

2面2線の地上駅。互いのホームは斜向かいに位置している。路線の起点から見て手前に広電西広島（己斐）駅方面へ向かう上りホームが、奥に広電宮島口駅方面へ向かう下りホームがあり、両ホームの間には踏切が置かれている。

## 利用状況
以下の情報は、広島市統計書に基づいたデータである。1日平均乗車人員データは、年度毎の乗車総数を365（閏年は366）で割った値を小数点2位を丸めて小数点1位の値にした物である。広島電鉄のデータは1,000で丸めて提供されているので、1年毎ではプラスマイナス500の誤差があり、1日当たりでは1.4人程度の誤差が発生する。
| 年度               | 1日平均 乗車人員 | 1年毎 乗車総数 | 1年毎 定期 | 1年毎 定期外 | 出典        |
| ------------------ | ---------------- | -------------- | ---------- | ------------ | ----------- |
| 1998年（平成10年） | 3,260.3          | 1,190,000      | 396,000    | 794,000      | [ 統計 1 ]  |
| 1999年（平成11年） | 3,142.1          | 1,150,000      | 388,000    | 762,000      | [ 統計 1 ]  |
| 2000年（平成12年） | 3,016.4          | 1,101,000      | 370,000    | 721,000      | [ 統計 1 ]  |
| 2001年（平成13年） | 2,857.5          | 1,043,000      | 340,000    | 703,000      | [ 統計 2 ]  |
| 2002年（平成14年） | 2,827.4          | 1,032,000      | 316,000    | 716,000      | [ 統計 3 ]  |
| 2003年（平成15年） | 2,836.1          | 1,038,000      | 311,000    | 727,000      | [ 統計 4 ]  |
| 2004年（平成16年） | 2,660.3          | 971,000        | 304,000    | 667,000      | [ 統計 5 ]  |
| 2005年（平成17年） | 2,852.1          | 1,041,000      | 315,000    | 726,000      | [ 統計 6 ]  |
| 2006年（平成18年） | 2,931.5          | 1,070,000      | 334,000    | 736,000      | [ 統計 7 ]  |
| 2007年（平成19年） | 2,914.3          | 1,067,000      | 332,000    | 735,000      | [ 統計 8 ]  |
| 2008年（平成20年） | 2,928.8          | 1,069,000      | 327,000    | 742,000      | [ 統計 9 ]  |
| 2009年（平成21年） | 2,791.8          | 1,019,000      | 324,000    | 695,000      | [ 統計 10 ] |
| 2010年（平成22年） | 2,882.2          | 1,052,000      | 330,000    | 722,000      | [ 統計 11 ] |
| 2011年（平成23年） | 2,904.4          | 1,063,000      | 326,000    | 737,000      | [ 統計 12 ] |
| 2012年（平成24年） | 2,882.2          | 1,052,000      | 320,000    | 732,000      | [ 統計 13 ] |
| 2013年（平成25年） | 2,843.8          | 1,038,000      | 307,000    | 731,000      | [ 統計 14 ] |
| 2014年（平成26年） | 2,857.5          | 1,043,000      | 317,000    | 726,000      | [ 統計 15 ] |
| 2015年（平成27年） | 2,856.4          | 1,045,000      | 311,000    | 734,000      | [ 統計 16 ] |
| 2016年（平成28年） | 2,926.0          | 1,068,000      | 316,000    | 752,000      | [ 統計 17 ] |
| 2017年（平成29年） | 2,802.7          | 1,023,000      | 307,000    | 716,000      | [ 統計 18 ] |
| 2018年（平成30年） | 2,657.5          | 970,000        | 311,000    | 659,000      | [ 統計 19 ] |
| 2019年（令和元年） | 2,587.4          | 947,000        | 308,000    | 639,000      | [ 統計 20 ] |

## 駅周辺
周囲は住宅街で、中層住宅が多く見受けられる。JR古江駅（仮称）を新設する構想がある。

## 隣の駅
広島電鉄
■宮島線
高須駅 (M20) - 古江駅 (M21) - 草津駅 (M22)

#### 本文
1. ↑  “路線・電停ガイド - 宮島線”.   広島電鉄. 2015年8月11日時点のオリジナルよりアーカイブ。2016年10月13日閲覧。
2. ↑  『広島電鉄開業100年・創立70年史』広島電鉄、2012年、67頁。
3. ↑  長船友則『広電が走る街 今昔』JTBパブリッシング〈JTBキャンブックス〉、2005年、150-157頁。ISBN 4-533-05986-4。
4. ↑  「地方鉄道運輸開始」『官報』1922年8月26日（国立国会図書館デジタル化資料）
5. 1 2 3 4  川島令三『山陽・山陰ライン 全線・全駅・全配線』 第7巻 広島エリア、講談社〈【図説】 日本の鉄道〉、2012年、14・86頁頁。ISBN 978-4-06-295157-9。
6. 1 2  川島令三『全国鉄道事情大研究』 中国篇 2、草思社、2009年、118頁。ISBN 978-4-7942-1711-0。
7. ↑  「JR、広島圏に3つの新駅構想」『中国新聞』2006年1月4日。オリジナルの2006年1月10日時点におけるアーカイブ。2024年8月25日閲覧。

#### 利用状況
1. 1 2 3  『広島市統計書』平成13年版
2. ↑  『広島市統計書』平成14年版
3. ↑  『広島市統計書』平成15年版
4. ↑  『広島市統計書』平成16年版
5. ↑  『広島市統計書』平成17年版
6. ↑  『広島市統計書』平成18年版
7. ↑  『広島市統計書』平成19年版
8. ↑  『広島市統計書』平成20年版
9. ↑  『広島市統計書』平成21年版
10. ↑  『広島市統計書』平成22年版
11. ↑  『広島市統計書』平成23年版
12. ↑  『広島市統計書』平成24年版
13. ↑  『広島市統計書』平成25年版
14. ↑  『広島市統計書』平成26年版
15. ↑  『広島市統計書』平成27年版
16. ↑  『広島市統計書』平成28年版
17. ↑  『広島市統計書』平成29年版
18. ↑  『広島市統計書』平成30年版
19. ↑  『広島市統計書』令和元年版
20. ↑  『広島市統計書』令和2年版